# AirExplore
AirExplore is een Slowaakse luchtvaartmaatschappij gespecialiseerd in wet lease, ad hoc en chartervluchten met als thuisbasis de luchthaven van Bratislava.

## Geschiedenis
In mei 2010 werd AirExplore opgericht op basis van het reisbureau SlovExplore, dat vanaf het najaar van 2008 op de markt actief was.
Het doel was om seizoensgebonden vluchten uit te voeren voor andere luchtvaartmaatschappijen in Europa door middel van leasing.
Vanaf 2014 werd een vlootvernieuwing ingezet om gaandeweg alle Boeing 737-400 te vervangen door nieuwere Boeing 737-800 NG.

## Vloot
Samenstelling vloot februari 2018 
| Type              | Aantal | Orders | opmerkingen |
| ----------------- | ------ | ------ | ----------- |
| Boeing 737-800 NG | 5      | 0      |             |
| Totaal            | 5      | 0      |             |